# (31860) 2000 ES68
2000 ES68 (asteroide 31860) é um asteroide da cintura principal. Possui uma excentricidade de 0.24573080 e uma inclinação de 3.20608º.
Este asteroide foi descoberto no dia 10 de março de 2000 por LINEAR em Socorro.